# Hageby IF
Hageby IF är en idrottsförening från Norrköping i Östergötland, bildad den 13 mars 1961. Föreningen bedriver idag (2022) fotbollsverksamhet i Norrköpings södra delar, där man bland annat fostrat spelare som Muamer Tankovic. Tidigare har föreningen utövat basket, bowling och ishockey. Klubben gör själv anspråk på Hageby Baskets SM-guld 1980, vilket synes märkligt i och med att Hageby BK bildades 1963.
I fotboll har Hageby som bäst spelat i gamla division III, motsvarande nutida division I, 1972-1973 och 1985. Säsongen 2022 spelade laget i division V (sjundedivisionen).

## Framträdande spelare
- Muamer Tankovic (landslagsman med HIF som moderklubb)